# Human Longevity
Human Longevity (рус. Продолжительность жизни человека) — компания основанная в Сан-Диего, Калифорния, США в 2013 году пионером исследований генома человека Крейгом Вентером и основателем премии X-Prize Питером Диамандисом. Среди её целей собрать наиболее подробную в мире базу генотипов и фенотипов человека и с применением машинного обучения ИИ найти и разработать новые способы борьбы со старением.
Компания получила 80 млн долларов инвестиций в 2014 году и 220 млн в 2016 году.
Заключены долгосрочные договора о сотрудничестве в исследованиях с фармацевтическими компаниями Celgene и AstraZeneca.
Компания предлагает частным лицам услугу под названием «Ядро здоровья», включающую в себя список медицинских тестов. Два ключевых теста — это полное секвенирование ДНК пациента и МРТ. Другие тесты также включают раннюю диагностику рака, на стадиях когда он является излечимым. Остальные тесты включают раннюю диагностику сердечно-сосудистых и других заболеваний, а также тестирование микробиома.
Это комплексное тестирование позволяет клиентам определить болезни и риски для здоровья намного раньше, чем это возможно другими методами. Раннее лечение и изменение образа жизни, согласно полученной информации, позволяют клиентам увеличить продолжительность жизни.